# دولاک (لوئیزیانا)
دولاک (به انگلیسی: Dulac) شهری در ایالت لوئیزیانا کشور ایالات متحده آمریکا است که جمعیت آن در سرشماری سال ۲۰۱۰ میلادی، ۱٬۴۶۳ نفر بوده‌است.